# 스티그 라르손
칼 스티그엘란드 라르손(스웨덴어: Karl Stig-Erland Larsson, 1954년 8월 15일 ~ 2004년 11월 9일)은 스웨덴의 언론인·저술가이다. 저술에서 그의 이름의 철자는 'Stieg Larsson'이었다. 스릴러 소설 밀레니엄 시리즈를 출간하기 직전 사망하였고, 그 후 이 책이 베스트셀러가 되면서 유명해진 인물이다. 인종차별, 극우파, 스웨덴의 여러 사회문제를 고발하는 잡지 ‘엑스포(Expo)’의 기자이자 반파시즘 투쟁에 앞장선 스티그 라르손은 평생 암살 위협에 시달렸다.

## 생애
스웨덴 북부 베스테르보텐주에서 태어났다. 이후 스톡홀름으로 나와 소설을 내고 사회운동에 참여하였으며 언론사에서 근무하였는데, 1983년 북유럽 최대의 스웨덴 통신사 TT에 입사해 일하기 시작했다. 일상의 폭력에 관심을 갖고 인종차별과 파시즘·극우파 등 스웨덴의 사회문제에 관심을 가졌다. 1995년 반인종주의 잡지 엑스포를 공동 창간하였고, 1999년부터 편집장으로 활동했다.
소설 밀레니엄 시리즈를 출간하기로 하였으나, 라르손은 작가로는 무명이었기 때문에 여러 출판사에서 거절하다 2003년 계약을 맺었다. 총 10부작으로 구성하기로 하고 2004년 3부작까지 완성하여 컴퓨터에 저장하여 출판사에 넘겼다. 4부를 집필 중인 상태에서 2004년 11월 9일 심장마비로 사망하였다.
그 다음해부터 《여자를 증오한 남자들》(원제 Män som hatar kvinnor), 《휘발유통과 성냥을 꿈꾼 소녀》(원제 Flickan som lekte med elden), 《책 바람치는 궁전의 여왕》(원제 Luftslottet som sprängdes)이 1년 간격으로 출간되어 2007년 밀레니엄 3부작으로 완간되었다. 스웨덴 외에도 세계 여러 나라에서도 이 시리즈가 번역 출간되었다. 이 시리즈는 곧 선풍적인 인기를 끌며 유럽과 미국에서 베스트셀러가 되었고, 2008년 할레드 호세이니의 저서에 이어 많이 팔린 책이 되었다. 2010년 3월까지 밀레니엄 시리즈는 세계 40여 개 국가에서 2700만 부 이상이 팔렸다. 대한민국에서도 한국어로 번역·출간되었으나, 유럽·미국에서만큼의 인기는 모으지 못했다.
사망 후 세계적인 작가로 인정받았고 이를 통해 생긴 거액의 인세는 스웨덴 법에 따라 부친·동생이 상속받게 되었다. 하지만 라르손에게는 32년 간 혼인신고 하지 않은 채 동거하던 여성이 있었고 부친·동생과는 의절한 상태였다. 라르손은 자신이 조사하던 스웨덴의 네오 나치(Neo-Nazis)와 인종차별자들에게서 에바 가브리엘손을 지키기 위해 에바 가브리엘손과 동거했었다. 스웨덴에서는 법적으로 혼인했을 때에만 배우자로서 유산 상속권을 가질 수 있도록 되어 있었다. 라르손의 사망 이후 라르손의 부친과 동생은 상속인으로서 저작권 및 인세를 주장하였다. 이에 이 상속과 관련하여 에바 가브리엘손은 문제를 제기하였고 라르손의 부친·동생을 대상으로 소송을 제기하였다. 에바 가브리엘손은 4부의 원고가 들어 있는 컴퓨터를 소유하고 있다.

## 평가
- 2009년·2010년 유럽 최고의 베스트셀러 작가 1위